# نینو کریسمن
نینو کریسمن (ایتالیایی: Nino Crisman؛ ۲۷ اکتبر ۱۹۱۱ – ۱۵ نوامبر ۱۹۸۳) هنرپیشه و تهیه‌کننده فیلم اهل ایتالیا بود.
از فیلم‌ها یا برنامه‌های تلویزیونی که وی در آن نقش داشته است می‌توان به زندگی دشوار، بازی کثیف، کاراواجو، ال گرکو، دورا نلسون و من کاپاتاز هستم اشاره کرد.